# Nazionale maschile di pallamano dell'Italia
La nazionale di pallamano maschile dell'Italia è la rappresentativa pallamanistica maschile dell'Italia. Posta sotto l'egida della Federazione Italiana Giuoco Handball, rappresenta il Paese nelle varie competizioni ufficiali e amichevoli riservate alle nazionali di pallamano. I suoi componenti sono noti come Azzurri per il colore delle divise.
Occupa la 29ª posizione nel ranking EHF e la 37ª posizione nel ranking IHF.

## Storia
La prima qualificazione alla fase finale di un campionato del mondo è stata ottenuta nel 1997: dopo aver eliminato Slovenia, Svizzera e Austria nelle qualificazioni, i Mondiali si disputarono nella città di Kumamoto, in Giappone, e l'Italia terminò diciottesima su ventiquattro squadre, ottenendo una vittoria con l'Argentina, un pareggio con la Norvegia e sconfitte contro la Francia campione uscente, la Svezia e la Corea del Sud nella partita decisiva per il passaggio del turno.
L'anno seguente l'Italia ospitò a Bolzano e Merano la fase finale del campionato europeo, qualificandosi d'ufficio come paese organizzatore e terminando undicesima su dodici squadre: gli azzurri vinsero solo con la Svezia e si rivelarono decisive le due sconfitte con un solo gol di scarto con Francia e Lituania. In entrambe la manifestazioni la Nazionale italiana di pallamano è stata allenata da Lino Červar, futuro campione olimpico e mondiale sulla panchina della Nazionale croata. Da allora, non si è più qualificata ad alcun torneo internazionale di una certa importanza fino al 2025.
Nel 2014 il nuovo tecnico è Fredi Radojkovič, ex tecnico della Pallamano Trieste. Il 15 gennaio 2017 l’Italia vince il Gruppo C di qualificazione al campionato europeo 2020 (che però è stato esteso a 24 squadre) e conquista il pass per la 2ª fase, raggiungendo un passaggio del turno che mancava dal 2004 quando l'allora CT Settimio Massotti condusse l'Italia al Play-Off di qualificazione mondiale contro la forte Islanda dopo aver eliminato squadre come Austria e Bielorussia.
Dopo questo obiettivo e dopo l’elezione di Pasquale Loria come presidente federale, si decide anche di cambiare tecnico e il posto viene ceduto a Riccardo Trillini, già alla guida dell'Handball Käerjeng. L'allenatore cingolano pone fine all'era Radojkovič, sulla panchina azzurra dal 2014. Tuttavia, a gennaio 2020, l'Italia non supera la prima fase delle qualificazione al mondiale, ottenendo nel girone disputato a Benevento solo un pari contro il Kosovo. Il 12 maggio 2024, guidata ancora da Trillini, l'Italia torna a qualificarsi a un torneo internazionale, il Mondiale, dopo la doppia vittoria contro il ben più quotato Montenegro.
Il giocatore con più presenze nella Nazionale italiana di pallamano è il teramano Settimio Massotti, ex ct della nazionale: 303 le partite da lui giocate in maglia azzurra; Massotti è anche il capocannoniere della Nazionale, avendo messo a referto 1360 reti.

## Piazzamenti

### Giochi olimpici
La nazionale di pallamano maschile dell'Italia non ha mai partecipato alle Olimpiadi.

### Campionato mondiale di pallamano
- 1997 - 18º
- 2025 - 16º

### Campionato europeo di pallamano
- 1998 - 11º

### Giochi del Mediterraneo
- 1975 : 5º
- 1979:  2º
- 1983 : 6º
- 1987 : 5º
- 1991:  3º
- 1993 : 7º
- 1997:  2º

- 2001 : 8º
- 2005 : 9º
- 2009 : 7º
- 2013 : 4º
- 2018 : Fase a gironi
- 2022 : 7º

## Rose

### Rosa attuale

#### Giocatori
Segue la rosa dei giocatori convocati per le partite contro Spagna e Serbia, valide per le qualificazioni ad Euro26.
| N. | Nome                 | Ruolo | Anno di nascita | Squadra                     |
| -- | -------------------- | ----- | --------------- | --------------------------- |
| 1  | Domenico Ebner       | PT    | 1994            | SC DHfK Leipzig             |
| 2  | Leo Prantner         | AD    | 2001            | Füchse Berlino              |
| 4  | Tommaso De Angelis   | AS    | 2005            | BM Benidorm                 |
| 6  | Davide Bulzamini     | TS    | 1995            | Pallamano Conversano 1973   |
| 8  | Giacomo Savini       | TD    | 1998            | Cassano Magnago             |
| 10 | Marco Mengon         | TS    | 2000            | Sélestat                    |
| 12 | Alessandro Leban     | PT    | 1998            | Junior Fasano               |
| 13 | Umberto Bronzo       | AD    | 2000            | Raimond Sassari             |
| 15 | Simone Mengon        | C     | 2000            | ThSV Eisenach               |
| 19 | Thomas Bortoli       | TD    | 2002            | Istres Provence             |
| 23 | Christian Manojlović | TS    | 2005            | SCM Politehnica Timișoara   |
| 24 | Mikael Helmersson    | TS    | 2003            | HSC 2000 Coburg             |
| 29 | Jeremi Pirani        | AS    | 1994            | Tremblay-en-France Handball |
| 30 | Tommaso Romei        | PV    | 2003            | Alperia Black Devils        |
| 32 | Andrea Parisini      | PV    | 1994            | Pays d'Aix                  |
| 44 | Juan Pablo Cuello    | TD    | 1997            | Publiesse Chiaravalle       |
| 90 | Giovanni Pavani      | PT    | 2000            | Raimond Sassari             |

#### Staff
- Commissario tecnico:  Bob Hanning
- Vice-allenatore:  Jürgen Prantner
- Match analyst:  Emanuele Panetti
- Medico:  Roberto De Gregorio
- Fisioterapista:  Francesco Loiacono
- Delegato:  Silvano Seca

### Rose passate
- Giochi del Mediterraneo 1991

Michael Niederwieser, Enzo Augello, Giorgio Permunian, Mauro Boschi, Paolo Bettini, Marcello Fonti, Maurizio Tabanelli, Settimio Massotti, Fabio Di Giuseppe, Marco Bossi, Massimo Mauceri, Franco Chionchio
- Coppa del Mondo IHF 1997

1 Michael Niederwieser, 3 Marcelo Schmidt-Ricci, 4 Davide Ruozzi, 5 Sergio Cavicchicolo, 6 Jürgen Prantner, 7 Zaim Kobilica, 8 Michele Guerrazzi, 9 Alessandro Fusina, 10 Settimio Massotti, 11 Marcello Fonti, 13 Corrado Bronzo, 14 Alessandro Tarafino, 15 Stefano Bonazzi, 16 Massimo Dovere, 17 Antonio Pastorelli, 18 Bošnjak Flego, 19 Maurizio Tabanelli, CT: Lino Červar
- Giochi del Mediterraneo 1997

Michael Niederwieser, Marcelo Schmidt-Ricci, Jürgen Prantner, Zaim Kobilica, Michele Guerrazzi, Alessandro Fusina, Settimio Massotti, Marcello Fonti, Corrado Bronzo, Alessandro Tarafino, Leonardo Lopasso, Maurizio Tabanelli, CT: Lino Červar
- Campionato d'Europa EHF 1998

1 Michael Niederwieser, 2 Marcello Montalto, 3 Piergiorgio Permunian, 4 Marcelo Schmidt-Ricci, 6 Jürgen Prantner, 7 Zaim Kobilica, 8 Michele Guerrazzi, 9 Alessandro Fusina, 10 Settimio Massotti, 11 Marcello Fonti, 12 Trojer, 13 Bošnjak Flego, 14 Alessandro Tarafino, 15 Mauro Boschi, 16 Ivan Mestriner, 19 Maurizio Tabanelli, CT: Lino Červar
- Coppa del Mondo IHF 2025

1 Domenico Ebner, 2 Leo Prantner, 4 Tommaso De Angelis, 5 Gianluca Dapiran, 6 Davide Bulzamini, 7 Filippo Angiolini, 8 Giacomo Savini, 9 Gabriele Sontacchi, 10 Marco Mengon, 13 Umberto Bronzo, 15 Simone Mengon, 16 Andrea Colleluori, 17 Endrit Iballi, 19 Thomas Bortoli, 24 Mikael Helmersson, 25 Pablo Marrochi, 29 Jeremi Pirani, 30 Tommaso Romei, 32 Andrea Parisini, 90 Giovanni Pavani, CT: Riccardo Trillini

## Allenatori
- 1969-1970  Egidio Capra
- 1970-197?  Vittorio Silvestrucci
- 197?-1974  Victor Cojoucaru
- 1974-1979  Paolo Manzoni
- 1979-1983  Petar Perasić
- 1983-1987  Giuseppe Lo Duca
- 1987-19??  Vinko Dekaris
- Italo Trobbiani
- Vittorio Francese
- 1992-1994  Giuseppe Lo Duca
- 1994-2000  Lino Červar
- 2000-2002  Marko Šibila
- 2002-2005  Settimio Massotti
- 2006-2008  Ilija Puljević
- 2008  Giuseppe Tedesco
- 2008-2010  Zupo
- 2010-2014  Franco Chionchio[4]
- 2014-2017  Fredi Radojkovič
- 2017-2025  Riccardo Trillini[4]
- 2025-  Bob Hanning[4]

## Confronti con altre nazionali
Confronti con le altre nazionali in partite ufficiali sotto l'egida IHF e EHF, sono escluse le amichevoli. Aggiornato al 12 maggio 2025 
In corsivo sono indicate le nazioni non più esistenti. 
| Nazione              | Giocate | Vinte | Pareggiate | Perse | V%     | PF   | PS   | Diff. |
| -------------------- | ------- | ----- | ---------- | ----- | ------ | ---- | ---- | ----- |
| Algeria              | 1       | 1     | 0          | 0     | 100%   | 32   | 23   | +9    |
| Argentina            | 1       | 1     | 0          | 0     | 100%   | 21   | 15   | +6    |
| Austria              | 8       | 3     | 2          | 3     | 37.5%  | 191  | 205  | -14   |
| Belgio               | 8       | 5     | 1          | 2     | 62.5%  | 204  | 193  | +11   |
| Bielorussia          | 8       | 2     | 1          | 5     | 25%    | 204  | 230  | -26   |
| Bosnia ed Erzegovina | 4       | 0     | 1          | 3     | 0%     | 109  | 126  | -17   |
| Cipro                | 4       | 4     | 0          | 0     | 100%   | 132  | 104  | +28   |
| Cecoslovacchia       | 3       | 0     | 0          | 3     | 0%     | 32   | 76   | -44   |
| Rep. del Congo       | 1       | 1     | 0          | 0     | 100%   | 21   | 20   | +1    |
| Corea del Sud        | 1       | 0     | 0          | 1     | 0%     | 22   | 27   | -5    |
| Danimarca            | 1       | 0     | 0          | 1     | 0%     | 20   | 39   | -19   |
| Estonia              | 2       | 1     | 0          | 1     | 50%    | 41   | 40   | +1    |
| Fær Øer              | 4       | 3     | 0          | 1     | 75%    | 113  | 90   | +23   |
| Finlandia            | 6       | 3     | 1          | 2     | 50%    | 144  | 137  | +9    |
| Francia              | 6       | 0     | 1          | 5     | 0%     | 124  | 164  | -40   |
| Georgia              | 6       | 5     | 0          | 1     | 83.33% | 153  | 128  | +25   |
| Germania             | 2       | 0     | 0          | 2     | 0%     | 45   | 60   | -15   |
| Regno Unito          | 4       | 4     | 0          | 0     | 100%   | 136  | 88   | +48   |
| Grecia               | 8       | 1     | 1          | 6     | 12.5%  | 194  | 230  | -36   |
| Islanda              | 4       | 0     | 0          | 4     | 0%     | 81   | 125  | -44   |
| Israele              | 3       | 2     | 1          | 0     | 66.67% | 68   | 60   | +8    |
| Kosovo               | 3       | 2     | 1          | 0     | 66.67% | 90   | 74   | +16   |
| Kuwait               | 1       | 1     | 0          | 0     | 100%   | 23   | 18   | +5    |
| Lettonia             | 9       | 7     | 0          | 2     | 77.78% | 266  | 211  | +55   |
| Lituania             | 9       | 2     | 1          | 6     | 22.22% | 198  | 220  | -22   |
| Lussemburgo          | 7       | 6     | 0          | 1     | 85.71% | 187  | 140  | +47   |
| Macedonia del Nord   | 1       | 1     | 0          | 0     | 100%   | 27   | 26   | +1    |
| Montenegro           | 3       | 2     | 0          | 1     | 66.67% | 92   | 86   | +6    |
| Norvegia             | 7       | 0     | 1          | 6     | 0%     | 120  | 179  | -59   |
| Paesi Bassi          | 3       | 2     | 0          | 1     | 66.67% | 68   | 82   | -14   |
| Polonia              | 6       | 1     | 0          | 5     | 16.67% | 131  | 171  | -40   |
| Portogallo           | 3       | 0     | 0          | 3     | 0%     | 52   | 66   | -14   |
| Rep. Ceca            | 3       | 1     | 0          | 2     | 33.33% | 57   | 64   | -7    |
| Romania              | 9       | 0     | 0          | 9     | 0%     | 210  | 280  | -70   |
| Russia               | 6       | 0     | 0          | 6     | 0%     | 121  | 180  | -59   |
| Tunisia              | 1       | 1     | 0          | 0     | 100%   | 32   | 25   | +7    |
| Slovenia             | 4       | 1     | 0          | 3     | 25%    | 80   | 94   | -14   |
| Slovacchia           | 6       | 3     | 0          | 3     | 50%    | 142  | 166  | -24   |
| Serbia               | 4       | 1     | 0          | 3     | 25%    | 110  | 140  | -30   |
| Stati Uniti          | 1       | 0     | 0          | 1     | 0%     | 17   | 20   | -3    |
| Spagna               | 3       | 0     | 1          | 2     | 0%     | 77   | 82   | -5    |
| Svezia               | 4       | 1     | 0          | 3     | 25%    | 67   | 108  | -53   |
| Svizzera             | 11      | 0     | 2          | 9     | 0%     | 264  | 315  | -51   |
| Turchia              | 6       | 2     | 0          | 4     | 33.33% | 180  | 188  | -8    |
| Ucraina              | 1       | 1     | 0          | 0     | 100%   | 29   | 28   | +1    |
| Ungheria             | 6       | 0     | 0          | 6     | 0%     | 144  | 213  | -69   |
| Unione Sovietica     | 2       | 0     | 0          | 2     | 0%     | 22   | 64   | -42   |
| Jugoslavia           | 3       | 0     | 0          | 3     | 0%     | 58   | 95   | -37   |
| Totale               | 206     | 70    | 15         | 121   | 33.98% | 4920 | 5626 | -707  |